# Bonaventura Stabile
Bonaventura Stabile (Trapani, 1586 – Partanna, 1649) è stato un poeta e religioso italiano.

## Biografia
Religioso appartenente all'Ordine dei Frati Minori Conventuali. Conseguì la laurea in Teologia nel 1614 e fu inviato l'anno dopo dal vicario generale a Pavia. Rientrato a Trapani, nel 1618 fu nominato Reggente del "Collegio Melitense" del convento di San Francesco a Trapani, dal ministro generale dell'ordine Giacomo Montanari, divenendo così il primo reggente del nascente Istituto teologico e poco dopo sostituito dal palermitano Angelo Nobile . Nel 1620 divenne Reggente del gimnasium a Perugia. Fu, anche, reggente del convento di Calatafimi, che, per suo volere, fu rinnovato e quella comunità eresse la sua effigie nel chiostro. 
I suoi scritti sono tutti dedicati a tematiche religiose. la sua opera più conosciuta è il Viridarium Seraphicum Miscellaneorum Divinae Agiographiae (un'opera in esametri latini ripartita in odi che tratta il tema dell'Immacolata e celebra la Vergine e le sue grazie, del 1648), poi il De opere sex dierum e il Davidis gestae heroico carmine. Quest'ultimo testo fu erroneamente attribuito a Carlo Bergallo, che ne fu invece il curatore.